# Czu
Czu (t. Czuj, Szu; ros. Чу, kirg. Чүй, kaz. Шу) – rzeka w północnym Kirgistanie i w południowym Kazachstanie. Jej długość wynosi 1067 km, powierzchnia zlewni 62,5 tys. km², średni przepływ 130 m³/s (u ujścia z gór). 
Rzeka Czu powstaje z połączenia rzek Dżoonaryk i Koczkor spływających z pasm Gór Kirgiskich i Terskej Ałatau na zachodnim krańcu Tienszanu. U połączenia rzek utworzono sztuczny Ortotokojski Zbiornik Wodny (47 km³). Czu płynie na wschód Kotliną Issyk-kulską i w miejscowości Bałykczy zbliża się na kilka kilometrów do zachodniego krańca jeziora Issyk-kul. Nie łączy się z nim jednak ani nie przyjmuje z niego dopływów (tylko przy najwyższych stanach wody część wód Czu wpada do tego jesiora przez odnogę zwaną Kutemałdy), lecz skręca gwałtownie na północny zachód. Wąwozem Boomskim (ros. Боомское ущелье) Czu przełamuje się przez góry między Górami Kirgiskimi na zachodzie a pasmem Kungej Ałatau na wschodzie. Wypływa w Dolinę Czujską, gdzie stanowi granicę kirgisko-kazachską. Na tym odcinku wody Czu są szeroko wykorzystywane do nawadniania upraw (zużywa się na to 55% wód rzeki). Następnie Czu wypływa na równiny południowej części Pogórza Kazachskiego, gdzie dzieli pustynię Mujun-kum na południu od stepu Betpakdała na północy. Jako rzeka okresowa płynie na zachód i wysycha w zapadlisku Aszczy-kol. 
Reżim Czu jest lodowcowo-śnieżny ze znaczącym udziałem dopływów podpowierzchniowych, z maksimum w lipcu i sierpniu. W dolnym biegu wysycha na okres od lipca do grudnia. W górnym biegu lód pojawia się od listopada do kwietnia, ale ze względu na górski charakter rzeki pokrywa lodowa występuje tylko lokalnie i na krótko. W dolnym biegu rzeka zamarza od grudnia do marca. Największe dopływy to Kakpatas (prawy) i Koragaty (lewy), inne to m.in. Ysyk-Ata. 
Nad Czu leżą m.in. Tokmok i Szu. 
W dolinie Czu mieszka trzecia część ludności Kirgistanu, łącznie ze stolicą Biszkek, znajduje się tu trzecia część nawadnianych gruntów tego kraju i dwie trzecie zakładów przemysłowych. Ogromny system nawadniający oparty na wodach Czu został stworzony w połowie XX wieku.